# Фракция сторонников провозглашения
Фракция сторонников провозглашения (Фракция сторонников прокламации) (англ. Fraction of Upholders of the Proclamation) — парламентская группа в индонезийском Совете народных представителей, образованная после парламентских выборов 1955 года. Она была разнородной по своему составу, но все партии, входящие во фракцию, поддерживали Машуми и Социалистическую партию Индонезии.
Во фракцию входили:
- Лига защитников независимости Индонезии
- Партия труда
- Крестьянский народный союз
- Партия народа свободной Индонезии [1]